# 4015 Вилсон-Харингтон
4015 Вилсон-Харингтон (енгл. 4015 Wilson-Harrington) је Аполо астероид са средњом удаљеношћу од Сунца која износи 2,638 астрономских јединица (АЈ).
Апсолутна магнитуда астероида је 15,99 а геометријски албедо 0,05.